# Eriopyga borthorodes
Eriopyga borthorodes är en fjärilsart som beskrevs av Dyar 1914. Eriopyga borthorodes ingår i släktet Eriopyga och familjen nattflyn. Inga underarter finns listade i Catalogue of Life.